# Piràmide de Meidum

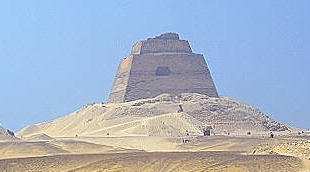
Piràmide de Sneferu a Meidum

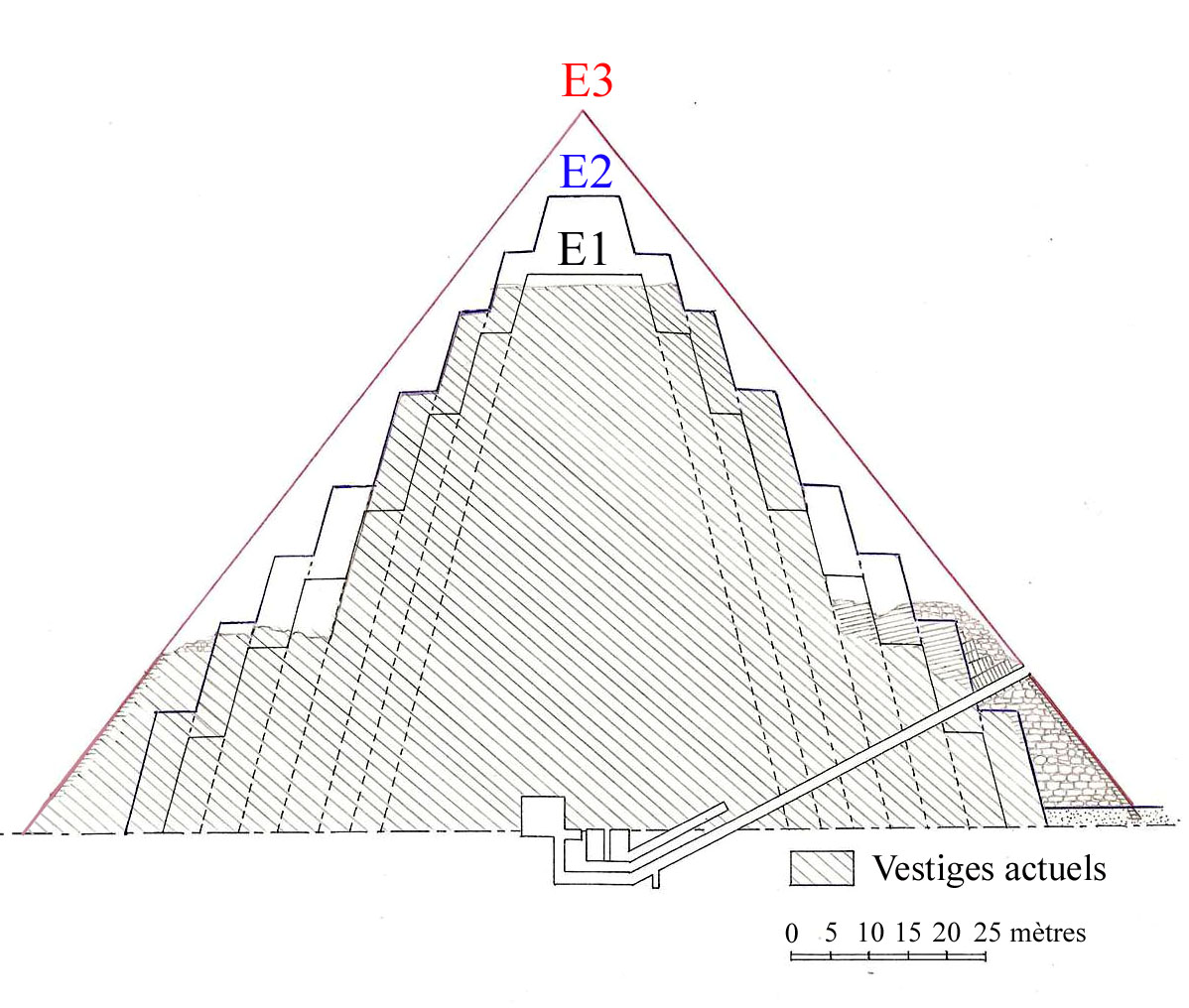
Les tres fases de la piràmide (la part conservada avui es mostra ratllada)

La piràmide de Meidum és una piramide situada al llogaret de Meidum, al sud de Memfis (Egipte). Fou construïda probablement per Huni, al final de la dinastia III de l'antic Egipte i fou modificada per Snefru, primer faraó de la dinastia IV. La seva datació, això no obstant, és controvertida, i molts egiptòlegs pensen que va ser construïda per Snefru. El nom d'Huni mai s'ha trobat a la piràmide o a la vora. Les mastabes de la vora, principalment la mastaba 16 i la mastaba 17, foren probablement construïdes per als fills del faraó Snefru.
La piràmide va ser inicialment esglaonada de fins a 8 esglaons (una primera fase de 7 i més tard se'n va afegir un vuitè). Va ser la segona piràmide esglaonada més gran de les acabades. Snefru la va modificar per convertir-la en una piràmide pura. L'altura amb 8 escalons degué ser d'uns 85 metres. Al convertir-la en piràmide sembla que no va resistir i llavors Snefru va construir la piràmide de Dashur. Les investigacions arquitectòniques però no han trobat cap rastre que permeti assegurar la modificació i l'ensorrament, i si va passar potser no fou durant la construcció afegida per Snefru sinó més tard; alguns fins i tot pensen que les parts que manquen es van arrencar per fer servir en altres monuments.
Actualment només la part superior resta visible, del quart al vuitè esglaó, però modificats de manera que el quart i el cinquè formen un de sol; del setè només resta una part; i ha desaparegut el vuitè, de manera que sembla una torre de tres esglaons.
L'estructura interna és simple en comparació amb altres piràmides posteriors, però va suposar una innovació al seu temps. L'entrada està situada al primer esglaó, al nord, i acaba en un corredor horitzontal. Dos petits nínxols se situen a esquerra i dreta. Al final del corredor un tub vertical porta a la cambra mortuòria a nivell del tercer esglaó. Per fer front a la pressió que empenyia cap a sota a la cambra, es va utilitzar una tècnica consistent en encorbar la teulada del compartiment que es projectava cap a dins i cap dalt. La cambra mortuòria mesura 6 x 2,5 metres, i no conté cap sarcòfag ni signes d'enterrament. El temple funerari era un petit santuari o capella de 9 x 9 metres a la cara est amb dos esteles que representaven al rei, el cos del qual no hi era present. A la part sud hi havia una petita piràmide subsidiària. El recinte de la piràmide estava tancat per paret d'uns 236 x 218 metres.
La mastaba 17 estava prop del recinte, a la cara est. No se sap qui hi ha enterrat però se suposa que va ser algun fill de Snefru, com a la mastaba 16, al nord-est de l'anterior, més allunyada de la piràmide on fou enterrat Nefermaat, amb la seva dona Atet; un altre fill és enterrat a una mastaba propera identificada com a número 6, amb la seva dona Nefret.

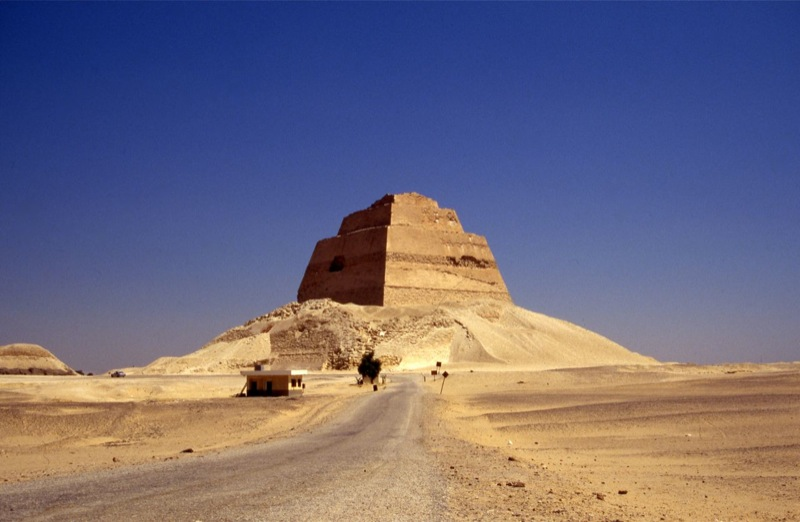
Piràmide
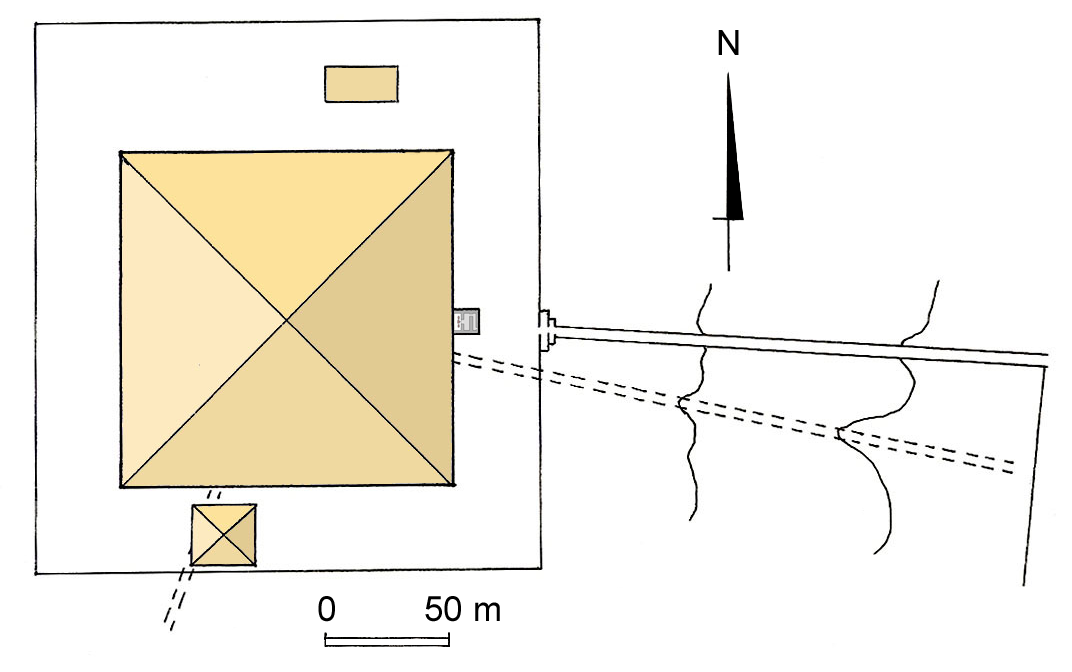
Planta
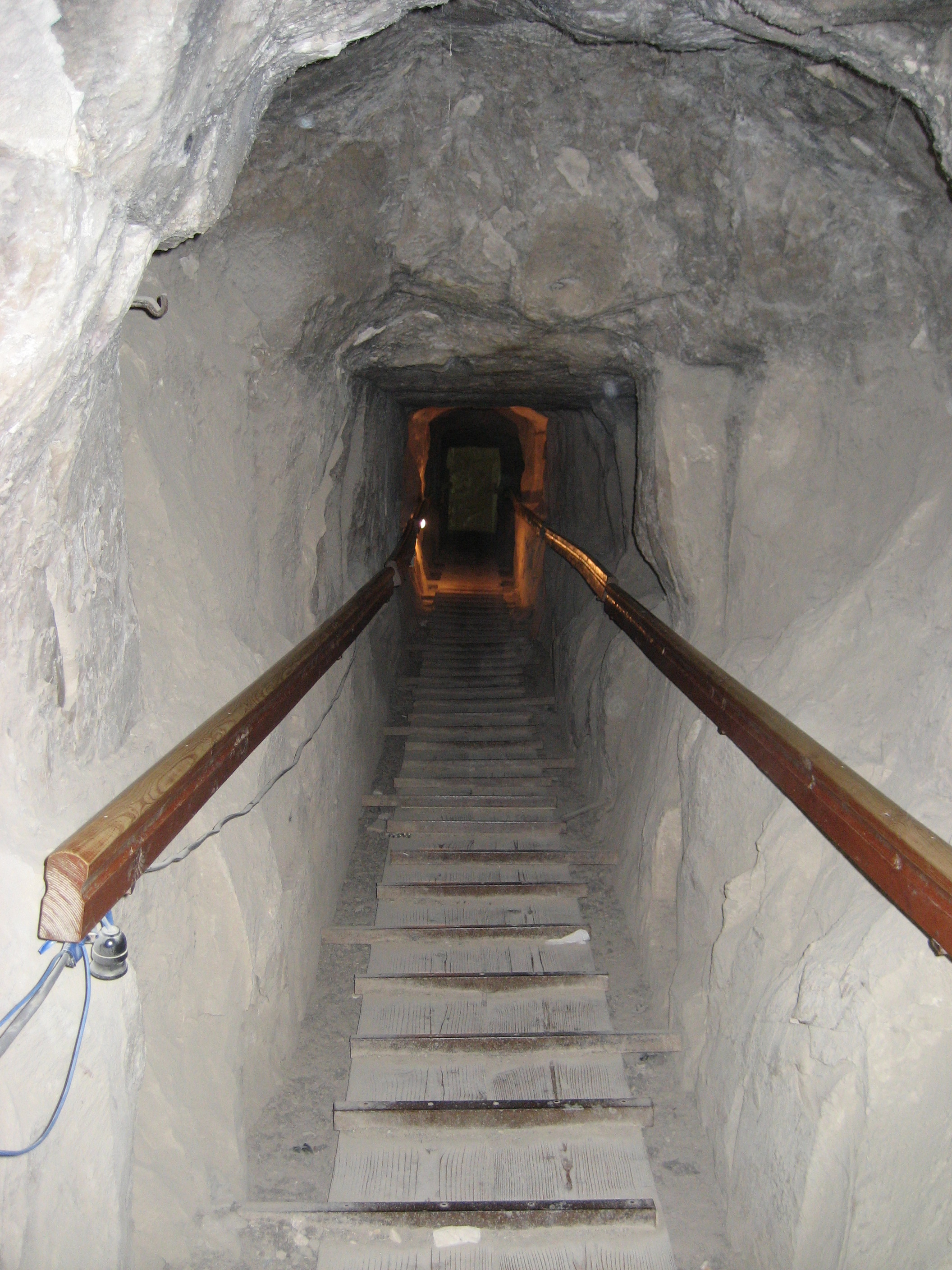
Passatge interior
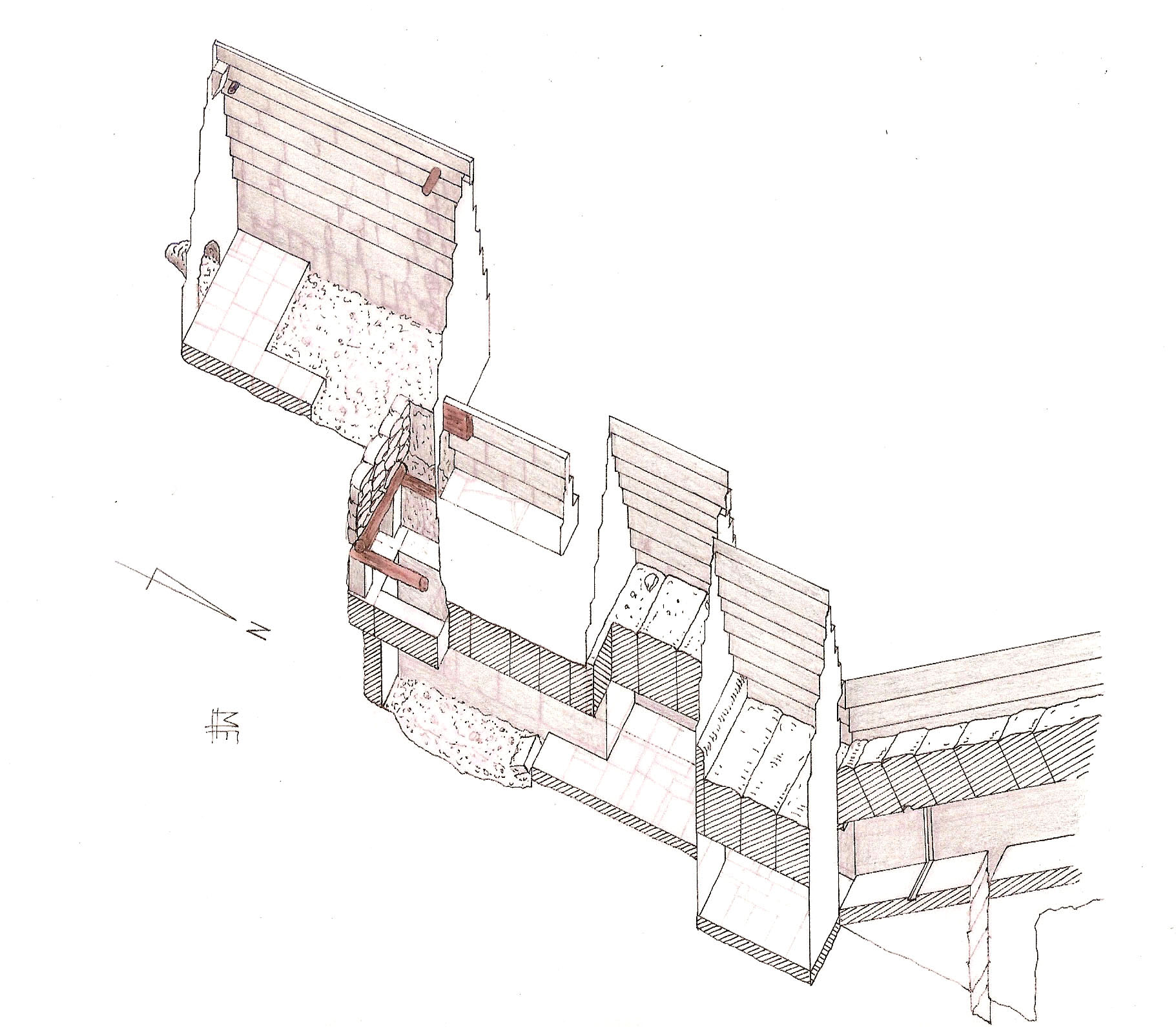
Sistema de cambres

## Per a més informació
- Arnold, Dieter (1991). Building in Egypt: Pharaonic Stone Masonry. Oxford: Oxford University Press. ISBN 978-0-19-506350-9
- Jackson, K. & Stamp, J. (2002). Pyramid: Beyond Imagination. Inside the Great Pyramid of Giza. London: BBC Worldwide. ISBN 978-0-563-48803-3